# Mie Muraoka
Mie Muraoka (jap. 村岡美枝 Muraoka Mie; ur. 23 marca 1913) – japońska lekkoatletka, sprinterka.
Podczas igrzysk olimpijskich w Los Angeles (1932) zajęła 5. miejsce w sztafecie 4 × 100 metrów (Japonki biegnące w składzie: Muraoka, Michi Nakanishi, Asa Dogura i Sumiko Watanabe ustanowiły wynikiem 48,9 rekord Japonii, który przetrwał do 1958 roku, rezultat ten był także przez lata rekordem Azji).